# Russell (village)
Pour les articles homonymes, voir Russell.
Le village de Russell est le deuxième plus grand village du canton de Russell, dans la province de l'Ontario, au Canada. La population de Russell est de 4 059 habitants.
Il y a un grand nombre d'écoles à Russell, soit une école primaire francophone, deux écoles primaires anglophones (catholique et publique) ainsi que des écoles secondaires catholique et publique.
Russell n'a pas beaucoup de commerces pour un village de sa taille, le commerce se fait plutôt aux entreprises du village voisin, Embrun. On n'y retrouve que les essentiels soit une bibliothèque, une arena, une piscine publique, un centre-jeunesse, une épicerie, une quincaillerie, une dépanneur, une station service, une pharmacie, des médecins, dentistes et avocats ainsi qu'une banque.
Le village est construit sur les berges de la rivière Castor qui traverse aussi Embrun. Longeant la route entre Embrun et Russell il y a une agréable petite piste cycliste pavée d'environ 8 km. Elle se situe à l'endroit où passait le train trans-canadien. Au bout de la piste à Embrun on retrouve l'ancienne gare qui avait été transformée en centre d'information touristique mais qui est maintenant abandonnée.
La population est :
- à 75 % anglophone ;
- à 25 % francophone.

Russell est situé à 20-25 minutes de route de la capitale (Ottawa)